# Cold Blood
"Cold Blood" (KBS 더빙판: 냉혈 종족)는 영국의 SF 드라마 닥터 후 뉴 시즌 5의 아홉번째 에피소드로, 2010년 5월 29일 영국 BBC One에서 처음 방송되었다. 크리스 칩널이 각본을, 애슐리 웨이가 감독을 맡았다. 파충류꼴 인간형 외계 종족 '실루리안'의 귀환을 다루는 2부작 스토리의 제2부에 해당되는 에피소드로, 이에 앞서 제1부 "The Hungry Earth"가 방영되었다.
에피소드의 줄거리는 지하 깊은 곳으로 끌려간 인간 에이미 폰드 (캐런 길런 분)와 나스린 초드리 (미라 사이얼 분)가 실루리안의 우두머리 엘단 (스티븐 무어 분)과 함께, 인간과 실루리안 두 종족 간이 평화롭게 지구를 나눠 가질 수 있는 방안에 대해 논하는 것으로 시작된다. 한편, 실루리안 전사 알라야 (니브 매킨토시 분)는 지상의 탄광 마을에 사는 앰브로스 (니아 로버츠 분)와 토니 (로버트 퓨 분)에게 인질로 잡혀 있게 된다. 두 사람의 친척이자 실루리안에게 끌려간 모 (앨런 래글런 분)와 앨리엇 (새뮤얼 데이비스 분)이 돌아오기만을 기다리던 도중, 앰브로스가 자신들을 돕지 않았다는 이유로 알라야를 살해하고, 두 종족 간의 협상이 결렬되어 위기에 빠진다.
이번 에피소드의 제작은 총괄 프로듀서 스티븐 모펏과 피어스 웽어가 실루리안의 귀환을 다룬 2부작 에피소드를 크리스 칩널에게 의뢰하면서 이뤄졌다. 칩널은 결말부인 "Cold Blood"에서 억압받는 사람들이 저지르는 실수, 가족을 지키는 과정에서 발생할 수 있는 갈등을 내용으로 다루기를 원했다. 본 에피소드의 결말부에서는 우주의 균열이 다시 발생했다는 설정이 소개되면서 시즌 5 전체를 아우르는 이야기와도 맞물리는 에피소드가 되었다. "The Hungry Earth"와 "Cold Blood"는 2009년 10월~11월에 촬영되었으며, "Cold Blood"의 촬영분은 영국 웨일스 라뉜노 (Llanwynno)와 카디프의 평화의 신전, 스완지의 플랜타시아 (Plantasia)를 비롯해 여러 곳을 활용하여 제작되었으며, 이들은 모두 실루리안의 지하도시가 단순 동굴처럼 보이지 않기 위한 제작진의 노력이기도 했다. 첫방송 당시 영국에서 749만 명이 시청하였으며 평론가들로부터 엇갈린 평가를 받았다. 줄거리 흐름이나 실루리안의 특성에 대해서는 실망했다는 평가가 있는 반면, 감정적인 결말은 널리 호평받았다.

## 줄거리
지하 깊은 곳에 끌려간 에이미 폰드와 모 (Mo)는 실루리안 의사 말로케 (Malohkeh)의 생체실험 현장으로부터 탈출한다. 모는 아들 엘리엇 (Elliot)이 진정제를 맞은 상태에서 관찰 실험이 진행 중에 있음을 발견한다. 실루리안 전사계급의 우두머리 레스탁 (Restac)은 지하로 내려온 11대 닥터와 지질학자 나스린 초드리를 모두 처형하기로 마음먹고 그들을 실루리안 궁정으로 안내한다. 레스탁의 상사인 엘단 (Eldane)은 말로케의 부름을 받아 적대 행위를 중단할 것을 요구한다. 닥터는 엘단, 에이미, 나스린과 협상을 주선하고, 세 사람은 인간과 실루리안이 지상에서 어떻게 공존하며 살아갈지를 논의한다. 말로케는 진정 상태에 놓였던 엘리엇을 원래대로 무사히 되돌려 놓는다.
지상에서는 모와 엘리엇의 친척, 앰브로스 (Ambrose)와 토니 (Tony)가 실루리안 전사 알라야를 포로로 잡고 있었다. 두 사람은 토니가 작업하던 시추 기계의 드릴을 실루리안 지하도시의 산소 포켓으로 밀어넣기로 설정한다. 이 과정에서 협력을 거부하던 알라야를 앰브로스가 죽여버리면서, 실루리안들이 이 광경을 발견하면 어떻게 반응할지 걱정하고 있었다.
한편 레스탁은 배신자 말로케를 죽이고 엘단에 맞서 쿠데타를 일으킬 생각으로, 전사계급의 나머지 일원들을 잠에서 깨운다. 닥터는 인간들과 함께 지하에서 탈출하기로 하고, 지상의 마을에 영향을 미치기 전에 시추기계 바닥에 에너지 펄스를 전달해, 마을 상공을 둘러싼 에너지 장막을 해제한다. 엘단은 독성 향으로 전사들을 동면 상태로 되돌린다. 인간들의 탈출을 지켜보던 엘단은 수천년 내로 인간과 실루리안 사이의 평화가 이뤄질 수 있기를 바란다. 알라야의 독성 공격을 받은 토니는 천년간의 치료를 위해 지하에 남기로 결정하고, 그 곁을 나스린이 지키기로 한다.

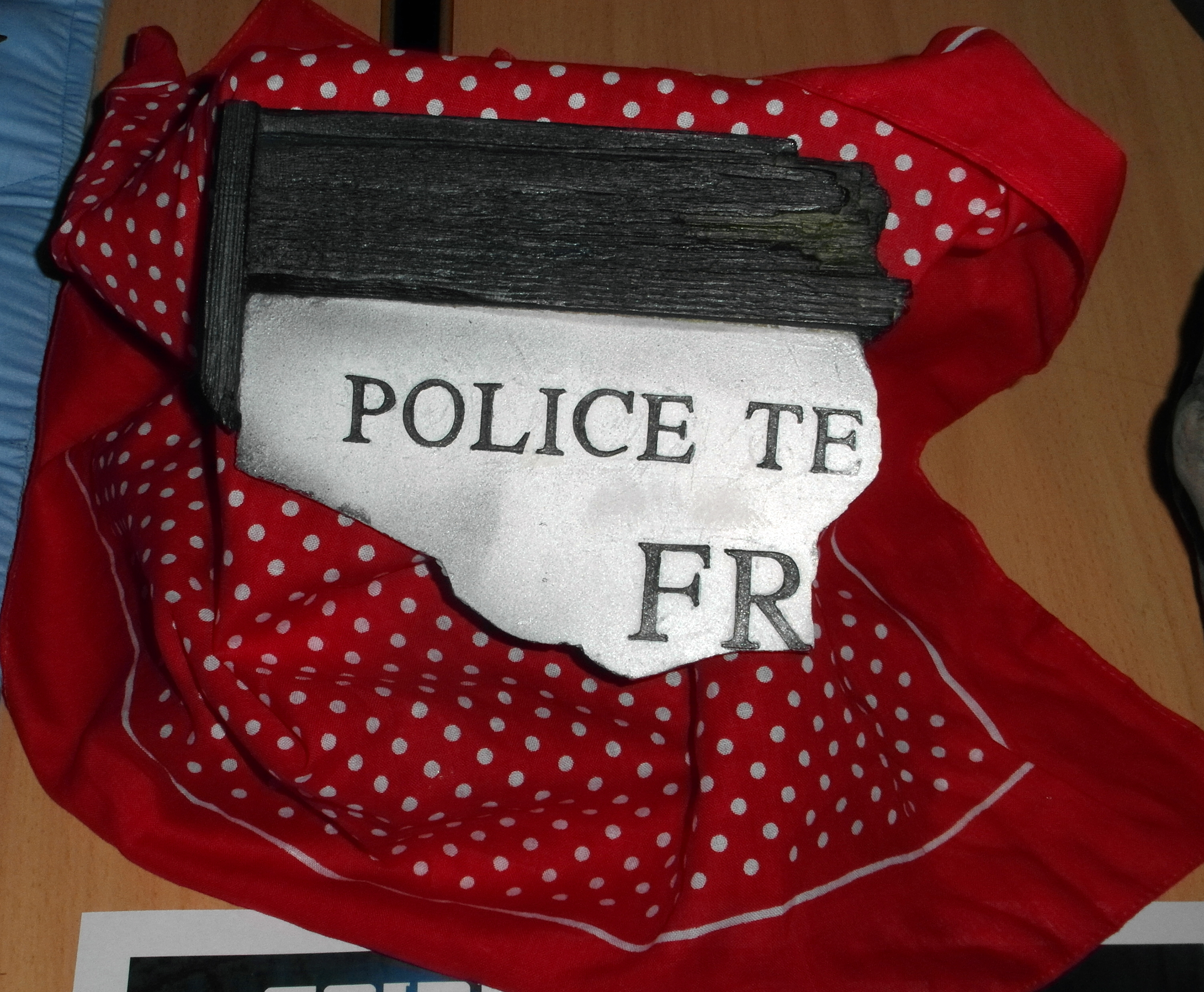
닥터후 박람회에 전시된 타디스의 파편

닥터, 에이미, 로리는 에이미의 침실에서 본 것, 비잔티움호에서 본 것과 유사한 균열이 동굴에 나 있는 것을 발견한다. 그 속에 손을 집어넣은 닥터는 시간의 폭발을 일으킨 정체를 알게 되는데, 다름 아닌 타디스의 파편이었다. 그 때 독성 노출로 죽어가던 레스탁이 모퉁이를 돌아 닥터를 발견하고 총을 쏘는데, 로리가 닥터를 밀어내고 대신 맞아 죽는다. 이어 시간의 균열이 로리를 흡수해 버리면서 로리의 존재가 지워져 버리고, 에이미는 로리에 관한 기억을 잃고 만다.

## 제작
총괄프로듀서 스티븐 모펏은 크리스 칩널에게 이번 시즌에서 작가로 복귀해 달라고 요청했다. 칩널은 닥터후 시즌 3 에피소드 "42"와 스핀오프 시리즈 토치우드의 일부 에피소드의 각본을 맡은 바 있다. "Cold Blood"는 "The Hungry Earth"와 함께 2부작 스토리를 이루고 있으며 제2부에 해당된다. "The Hungry Earth"는 긴장감을 고조시키는 반면, "Cold Blodd"는 행동을 시작하는 에피소드로 기획됐다. 또 "The Hungry Earth"가 웨일스의 작은 마을을 배경으로 삼았다면, "Cold Blood"는 실루리안의 대도시라는 더 큰 배경을 소개하고 있다. 칩널은 실루리안의 도시가 웨일스 마을과 대조되어 보이고 싶었다고 밝혔다. 한편으로 이번 에피소드는 "엄청난 압박 에서 실수를 저지르는 사람들에 관한 이야기"이자 가족을 지키면서 발생한 우발적 갈등을 다루기를 원했기에 알라야의 죽음은 필연적이었다고 해설했다. 칩널은 "Cold Blood"가 특히 "실루리안들과 그들이 원하는 바를 매우 명확하게" 설명하도록 고려하였다.
이번 에피소드를 시즌 5의 주요 줄거리 소재와 연결시키려 한 것은 총괄 프로듀서 스티븐 모펏이 당초부터 설정한 의도로, 로리가 그냥 죽는 것이 아니 우주의 틈새에 빠져 역사 속에서 존재가 지워지는 것이었다. 이후 모펏은 자신이 각본을 맡은 "The Pandorica Opens"를 통해 로리를 다시 등장시키지만, 진짜 로리가 아니라 로마 군인 모습의 오톤에 로리의 의식을 심은 것으로, 시간의 균열로부터 우주를 구하기 위해 닥터를 대상으로 심어둔 함정의 일부로 소개된다. 모펏은 닥터 일행이 지금까지 즐거운 시간을 보낸 만큼 희생자가 벌어질 시점이기 때문에 이번 에피소드의 결말로 적절하다고 보았다. 로리의 죽음은 칩널이 주제로 설정한 '실수'라는 키워드와도 연관이 있었다. 닥터가 시간의 균열을 보기 위해 실수로 멈춰선 것으로 묘사되기 때문이다. 에이미 폰드 역의캐런 길런은 로리가 죽는 장면이 자신이 연기하기에는 "정말이지 너무 힘들었다"면서 "진중하면서도 납득 가능하도록" 보이려고 노력했다고 밝혔다.
"The Hungry Earth"와 "Cold Blood"는 시즌 5 전체 촬영일정 가운데 네번째 블록에 편성되었으며, 2009년 10월 말~11월에 어퍼 보트 스튜디오와 웨일스 라뉜노 (Llanwynno)에서 촬영됐다. 제작진은 실루리안들의 지하도시를 묘사하기 위해 다양한 로케이션 촬영 무대와 전용 세트장을 활용하였는데, 이는 단순히 "동굴 느낌"이 나는 것을 원치 않았기 때문이었다. 실루리안들도 정교한 기술을 지니고 있으며, 화강암이나 대리석 같이 지하에서 발견되는 건축자재들을 사용할 수 있을 거라 가정했다. 대부분의 세트장에는 지구 중심부로부터 나오는 '전면 조명'을 연출하기 위해 아래쪽에 주황빛 조명을 설치하였다. 실루리아 도시로 이어지는 정글 산책로는 2009년 11월 13일 스완지의 플랜타시아 식물원에서 촬영되었다. 해당 촬영지는 실루리아인들이 생존하는 데 필요한 것이라는 느낌을 주기 위해 온 식물이 자라나고 있는 느낌을 의도하였다. 세트 디자이너는 식물의 재배치를 진행할 수 있었지만 식물원 내 주차장이나 기타 편의 시설로 이어지는 창문이 드러나지 않도록 주의해야 했다. 닥터가 처형을 위해 끌려가는 홀은 카디프의 평화의 사원에서 촬영되었으며 별도의 장식 없이 그대로 촬영에 쓰였다.

## 방송과 평가
"Cold Blood"는 2010년 5월 29일 영국에서 BBC One을 통해 처음 방송되었으며, BBC HD에서 동시 방송되었다. 밤사이 시청자수 집계에 따르면 지난주 에피소드보다 100만 명이 더 많은 570만 명이 시청한 것으로 드러났다. 최종 집계된 시청자수는 총 749만 명 (BBC One 704만 명, BBC HD 45만 명)으로 증가하여, 그 주에 방영된 BBC One 프로그램 가운데 시청률 1위, 전체 채널 방영 프로그램 가운데 시청률 1위를 기록하였다. 에피소드의 시청 지수 (Appreciation Index)는 85점으로 '우수' 등급을 받았다.
"Cold Blood"는 2010년 8월 2일 "Amy's Choice", "The Hungry Earth" 편과 함께 영국에서 DVD, 블루레이로 출시되었다. 이후 2010년 11월 8일 시즌5 완전판 박스셋에 수록되어 재출시되었다.

### 평론가들의 반응
평론가들의 평가는 엇갈렸다. 가디언 지의 댄 마틴은 이번 에피소드가 닥터 후의 옛 실루리안 에피소드와 유사했다며, "긴장되고, 화나면서도, 깊이 생각해볼 만한 이야기"에 푹 빠졌다고 밝혔다. 인간과 실루리안 사이의 외교 협상은 "두루뭉실하게 그려졌다"는 생각이 들었지만, 인간 측에 서서 협상하는 에이미와 나스린으로부터 기쁨을 느꼈다고 평했다. 전반적으로 이번 에피소드가 지닌 강점은 "크고 도덕적인 주제를 본 드라마가 아직 쓰지 않는 방식으로 곱씹어보라고 제시한 것"이라고 보았다. 데일리 텔레그라프의 게빈 풀러 역시 "Cold Blood"의 설정과 소재를 1970년 방영된 <Doctor Who and the Silurians>와 비교하면서, 이번 이야기는 "흑백 구도"와 레스타크의 1차원적인 성격으로 인해 "영향력이 크지 않다"고 보았다. 또한 맷 스미스의 닥터 연기에 대해서는 "진중함과 긍지가 부족하고 너무 근심이 없어 보인다"고 비판했다. 그러나 로리가 죽음을 맞이하는 마지막 장면에서 맷 스미스와 캐런 길런이 펼친 강력한 연기에 대해선 호평하였다.
AV 클럽의 키스 피프스는 이번 에피소드에 B+를 매겼다. 로리의 죽음을 홈페이지 댓글로 누가 스포하는 바람에 그만큼 즐기지는 못했다고 지적했다. 다만 그것이 "특별하지는 않더라도 만족스러운" 결말이자 "이번 시즌의 또다른 몹시 탄탄한 에피소드"라 평가했다. 또한 캐런 길런의 연기와 에이미의 캐릭터성을 놓고 "[계속해서] 감동을 준다"고 칭찬하였으며, 칩널과 웨이가 조연 캐릭터에게 부여한 깊이, 인간과 실루리안 사이의 갈등과 로리의 죽음으로 인 여파에서 파생되어 나올 수 있는 우화 요소도 호평 요소로 꼽았다.
IGN의 맷 웨일스는 이번 에피소드를 10점 만점에 8점으로 평가했으며 "분위기 구축과 더욱 세세해진 톤"에는 만족했으나 이전 에피소드보다 "실제로 일어난 일이 훨씬 적다"는 느낌을 받았다고 밝혔다. 비록 예측은 가능할지언정 "빠른 전개 속도, 아름답게 구현된 지하 세계, 설득력 있는 성숙 캐릭터의 출연으로 여전히 많은 즐길거리를 제공했다"고 밝혔다. 결말부의 맷 스미스와 캐런 길런의 연기는 높이 평가했으나 "엄청날 정도로 침울한 대단원"이라 생각한다고 밝혔다. SFX 지의 이언 베리맨은 "Cold Blood"에 별 5개 중 4개 반을 주면서, 감정적인 결말이 러셀 T 데이비스 시절의 에피소드가 생각난다면서 긍정적으로 평가했다. 또한 말로케의 갑작스러운 성격 변화를 비롯하여, 에피소드에서 발견되는 옥의 티를 소개하였다.